# Ťiang Čchun-jün
Ťiang Čchun-jün (čínsky pchin-jinem Jiāng Chūnyún, znaky zjednodušené 姜春云, tradiční 姜春雲; * duben 1930 – 28. srpna 2021) byl čínský komunistický politik, působil v provincii Šan-tung jako guvernér (1987–1989) a tajemník provinčního výboru KS Číny (1988–1994), byl zvolen do politbyra ÚV KS Číny (1992–2002), roku 1994 poté přešel do centrálních úřadů v Pekingu jako tajemník sekretariátu ÚV KS Číny (1994–1997) a místopředseda vlády (1995–1998), poté místopředseda stálého výboru Všečínského shromáždění lidových zástupců (parlamentu, 1998–2003).

## Život
Ťiang Čchun-jün se narodil v dubnu 1930 v okresu Laj-si v provincii Šan-tung. Pracoval od 16 let, roku 1947 vstoupil do Komunistické strany Číny.
Do významnějších politických funkcí na provinční úrovni se dostal začátkem 80. let, když postupně působil jako generální sekretář šantungského provinčního výboru KS Číny, tajemník výboru KS Číny v Ťi-nanu, hlavním městě provincie Šan-tung (1984–1987), guvernér Šan-tungu (od července 1987 do března 1989). Na XIII. sjezdu KS Číny v říjnu/listopadu 1987 byl zvolen členem ústředního výboru (znovuzvolen 1992 a 1997, do 2002). V prosinci 1988 povýšil na místo tajemníka šantungského provinčního výboru KS Číny (do října 1994). Na XIV. sjezdu KS Číny v říjnu 1992 byl zvolen členem politbyra ÚV KS Číny (znovuzvolen na následujícím sjezdu v září 1997; do listopadu 2002). V 80. letech patřil k proreformním stoupencům Teng Siao-pchinga, do vysokých funkcí ho vyzdvihl generální tajemník ÚV KS Číny Ťiang Ce-min a následně náležel k jeho podporovatelům a stoupencům.
V září 1994 byl přeložen do Pekingu, když byl na zasedání ústředního výboru zvolen tajemníkem sekretariátu ÚV. V březnu 1995 byl na zasedání Všečínského shromáždění lidových zástupců potvrzen místopředsedou státní rady (vlády); přitom se 36 % poslanců zdrželo hlasování nebo hlasovalo proti. Jednalo se o do té doby nejmenší podporu kandidáta shromážděním, příčinou bylo snad mínění poslanců, že vedení strany a státu nepřihlíží dostatečně k jejich mínění, navzdory vysokému ústavnímu postavení shromáždění. Toto hlasování nebylo ojedinělé, na stejném zasedání pouze o tři procenta méně poslanců nepodpořilo zákon o centrální bance. Předseda shromáždění Čchiao Š’ na závěr zasedání reagoval gratulací poslancům za jejich „demokratické cítění“ a vyzval je i nadále „reflektovat vůli lidu“.
Ve vládě Ťiang Čchun-jün řídil zemědělství, společně se současně jmenovaným místopředsedou vlády pro průmysl Wu Pang-kuem jejich jmenování prosadil Ťiang Ce-min jako krok omezující vliv a pravomoci prvního místopředsedy vlády Ču Žung-ťiho, odpovídajícího za ekonomickou politiku vlády. S uplynutím funkčního období vlády v březnu 1998 přešel do úřadu místopředsedy stálého výboru Všečínského shromáždění lidových zástupců (parlamentu), místopředsedou byl jedno volební období, v letech 1998–2003.
Na XVI. sjezdu KS Číny v listopadu 2002 ve věku 72 let již neusiloval o znovuzvolení do ústředního výboru a v březnu 2003 odešel i z Všečínského shromáždění lidových zástupců.
Zemřel na následky nemoci v Pekingu 28. srpna 2021 ve věku 91 let.